# Nikola Acin
Nikola Acin ou Nikola Atchine, né le 9 décembre 1973 à Belgrade et mort le 18 mai 2008 à Paris,, est un écrivain, journaliste, traducteur et guitariste franco-yougoslave. Il est également le parolier/chanteur/guitariste du groupe de rock 'n' roll The Hellboys et du groupe de blues-country Heartbreak Hotel.

## Biographie
Nikola Acin est le fils du réalisateur serbe Jovan Acin. 
Considéré comme un spécialiste d'Elvis Presley[source insuffisante], de Bob Dylan, de Joe Strummer et de Bruce Springsteen, il a été journaliste et chroniqueur au sein de la rédaction de Rock & Folk de 1998 jusqu'à sa mort en 2008.
Il a été le traducteur en français d'Andrew Loog Oldham, manager des Rolling Stones pour son autobiographie, ainsi que d'auteurs de bandes dessinées tels que Alan Moore, Dave Cooper, Jaime Hernandez et Gilbert Hernandez. 
Auteur d'un ouvrage sur Elvis Presley : Qui a tué Elvis ? Mort(s) d'un roi, paru aux Éditions Autour du Livre, Nikola Acin s'est penché sur la lente déchéance de Presley et a analysé les différentes morts morales de l'artiste comme autant d'étapes conduisant à sa mort physique en 1977. 
Ses amitiés musicales et artistiques étaient nombreuses, de Joe Strummer du groupe The Clash, à Yarol Poupaud, musicien et producteur du premier album des Hellboys, Caroline de Maigret, fondatrice du label Bonus Track Records et dont le fils est son filleul, Tim Armstrong, chanteur du groupe Rancid, Ovidie, réalisatrice, ou encore Ann Scott, romancière avec laquelle il avait coécrit la première version du scénario de l'adaptation cinématographique de son roman Superstars. Il a également fait de nombreuses lectures de scénarios pour le producteur Jean-Pierre Dionnet. 
Son groupe The Hellboys se produisait régulièrement aux soirées et festivals Rock'n'roll Fridays du Gibus, parrainées par Rock & Folk, dont il était la tête d'affiche aux côtés de jeunes groupes parisiens comme The Naast, Brats ou Second Sex.
Nikola Acin meurt le 18 mai 2008 à l'âge de 34 ans.
Un hommage lui a été rendu dans le Rock & Folk de juillet 2008. Un concert tribute a eu lieu le 27 juin 2008 au Gibus avec la participation de Daniel Darc, Tai-Luc, Tony Truant, Patrick Eudeline.

## Discographie
- 1996 : The Hellboys + The Turbo A.C.'S, 45 tours, Human Race / Traitor (Explicit Sounds)
- 1998 : The Hellboys, 45 tours, Bloodshot Eyes / Everything you learned (Hellcat Records)
- 2002 : The Hellboys, Mutant Love EP, 5 titres (Revel Yell Music)
- 2006 : The Hellboys, Mutant Love (Bonus Tracks Records)
- 2008 : Heartbreak Hotel, Snake Eyes (Bonus Tracks Records)

## Publications - articles
- 1998 : « Franquin ». DBD – Les dossiers de la bande dessinée no 1 – interview d'André Franquin en collaboration avec Denis Sire et Georges Simonian, Éditions DBD — épuisé.
- 2004 : « Superhéros, Le retour éternel ». Bang ! no 5 (coédition Casterman et Beaux Arts magazine).
- 2004 : Mad magazine. Bang ! no 6 (coédition Casterman et Beaux Arts magazine).
- 2004 : « Raymond Poïvet, La ligne inachevée ». Bang ! no 7 (coédition Casterman et Beaux Arts magazine).
- 2004 : « Franquin, Le mythe railleur ». Bang ! no 8 (coédition Casterman et Beaux Arts magazine)[9]
- 2008 : « Qui a tué Elvis, Mort(s) d'un roi ». Cahiers du Rock.

## Traductions
- 2005 : Une petite mort de Alan Moore et Oscar Zarate. Éditions du Seuil.
- 2005 : Ripple de Dave Cooper. Préface de David Cronenberg. Éditions du Seuil.
- 2005 : Love and Rockets: Locas - Première partie de Jaime Hernandez. Éditions du Seuil[2].
- 2005 : Love and Rockets: Locas - Deuxième partie de Jaime Hernandez. Éditions du Seuil.
- 2006 : Rolling Stoned de Andrew Loog Oldham. Éditions Flammarion.
- 2007 : Love and Rockets: Palomar City - Première partie de Gilbert Hernandez. Éditions du Seuil[2].
- 2007 : Love and Rockets: Palomar City - Deuxième partie de Gilbert Hernandez. Éditions du Seuil.